# Titao (département)
Cet article concerne le département et la commune urbaine. Pour la ville chef-lieu, voir Titao.
Titao est un département et une commune urbaine de la province du Loroum, situé dans la région du Nord au Burkina Faso.

## Géographie

### Démographie
- En 2006, le département comptait 66 717 habitants recensés[1].

## Administration

### Villes et villages
Le département et la commune urbaine de Titao se compose d'une ville homonyme, chef-lieu de la commune, du département et de la province (données de population actualisées issues du recensement général de 2006) :
- Titao, divisée en 7 secteurs urbains (totalisant 19 131 habitants) :

- Secteur 1 (3 643 habitants)
- Secteur 2 (2 414 habitants)
- Secteur 3 (1 872 habitants)
- Secteur 4 (1 980 habitants)
- Secteur 5 (3 710 habitants)
- Secteur 6 (4 256 habitants)
- Secteur 7 (1 256 habitants)

et de trente-neuf villages ruraux (totalisant 47 586 habitants) :
- Andekanda (737 habitants)
- Babo (1 841 habitants)
- Banyida (191 habitants)
- Bongola-Marencé (2 019 habitants)
- Bongola-Mossi (701 habitants)
- Derpon (1 401 habitants)
- Dingla (806 habitants)
- Fogoutté (242 habitants)
- Guilan (828 habitants)
- Illigué (2 546 habitants)
- Ingané (4 196 habitants)
- Irvouta-Tinga-Mossi (533 habitants)
- Irvouyatenga-Silmimossi (205 habitants)
- Kelembali (185 habitants)
- Mantaka (267 habitants)
- Nogo (3 128 habitants)
- Nommo-Foulbé (262 habitants)
- Pellaboukou (1 046 habitants)
- Pétanaye (682 habitants)
- Pétane (135 habitants)
- Posso (2 014 habitants)
- Rambo (4 550 habitants)
- Saïgouma (406 habitants)
- Séléguin (221 habitants)
- Sillia (1 529 habitants)
- Sollobo (1 048 habitants)
- Songtaba (839 habitants)
- Tanghin-Baogo (326 habitants)
- Todiam (1 642 habitants)
- Tougribouli (736 habitants)
- Toulfé (2 940 habitants)
- Vini (1 086 habitants)
- Wanaré (334 habitants)
- Wanobé (536 habitants)
- Woro (350 habitants)
- Yoda (1 012 habitants)
- Yorsala (836 habitants)
- You (5 230 habitants)